# Sanni
Sanni Mari Elina Kurkisuo (Lohja, 26 mei 1993) is een Finse zangeres en actrice. Sanni is vooral bekend geworden door haar hit "2080-luvulla" die werd geselecteerd als het lied van het jaar in Finland in 2015. Al met al Sanni is buitengewoon veelzijdig zangeres die niet alleen kan zingen maar ook veel instrumenten spelen. Zij is twee keer gekozen tot vrouwelijke kunstenaar van het jaar in Finland.

## Leven
Sanni groeide op in Lohja maar als 16-jarige verhuisde ze naar de Finse hoofdstad Helsinki. Daar begon ze aan de middelbare school en had Muziek en Kunst als studierichting. Haar debuutalbum "Sotke mut" werd uitgebracht in september 2013. In de herfst van 2015 deed Sanni mee aan het vierde seizoen van "Vain elämää", die een Finse versie van De beste zangers van Nederland is.

## Discografie

### Albums
| Jaar | Titel     | Hoogste Positie       |
| Jaar | Titel     | Officiële Finse Lijst |
| ---- | --------- | --------------------- |
| 2013 | Sotke mut | 9                     |
| 2015 | Lelu      | 1                     |

### Singles
| Jaar | Titel                          | Hoogste Positie       | Album                                  |
| Jaar | Titel                          | Officiële Finse Lijst | Album                                  |
| ---- | ------------------------------ | --------------------- | -------------------------------------- |
| 2013 | "Prinsessoja ja astronautteja" | 3                     | Sotke mut                              |
| 2013 | "Jos mä oon oikee"             | —                     | Sotke mut                              |
| 2013 | "Me ei olla enää me"           | 3                     | Sotke mut                              |
| 2014 | "Dementia"                     | —                     | Sotke mut                              |
| 2014 | "Hakuna matata"                | —                     | Sotke mut                              |
| 2015 | "2080-luvulla"                 | 3                     | Lelu                                   |
| 2015 | "Pojat" (featuring Tippa-T)    | 11                    | Lelu                                   |
| 2015 | "Supernova"                    | —                     | Lelu                                   |
| 2015 | "Ei"                           | 3                     | Vain elämää Season 4 (2015) Vierde Dag |
| 2016 | "Että mitähän vittua"          | 1                     |                                        |
| 2016 | "Vahinko"                      | 2                     |                                        |